# Open Quimper Bretagne Occidentale I 2021
L'Open Quimper Bretagne Occidentale I 2021 è stato un torneo maschile di tennis giocato sul cemento indoor. È stata l'11ª edizione del torneo e faceva parte della categoria Challenger 100 nell'ambito dell'ATP Challenger Tour 2021. Si è giocato al Parc des Expositions di Quimper, in Francia, dal 25 al 31 gennaio 2021. La settimana successiva si è tenuta la 12ª edizione del torneo, la 2ª del 2021, che faceva però parte della categoria Challenger 80.

## Partecipanti

### Teste di serie
| Nazionalità | Giocatore          | Ranking* | Testa di serie |
| ----------- | ------------------ | -------- | -------------- |
| Francia     | Lucas Pouille      | 74       | 1              |
| Stati Uniti | Sebastian Korda    | 103      | 2              |
| Francia     | Grégoire Barrère   | 111      | 3              |
| Stati Uniti | Denis Kudla        | 116      | 4              |
| Italia      | Federico Gaio      | 136      | 5              |
| Austria     | Jurij Rodionov     | 144      | 6              |
| Germania    | Peter Gojowczyk    | 147      | 7              |
| Svizzera    | Marc-Andrea Hüsler | 148      | 8              |

* Ranking al 18 gennaio 2021.

### Altri partecipanti
I seguenti giocatori hanno ricevuto una wild card per il tabellone principale:
- Arthur Cazaux
- Evan Furness
- Constant Lestienne

I seguenti giocatori sono passati dalle qualificazioni:
- Antoine Cornut-Chauvinc
- Tristan Lamasine
- Illja Marčenko
- Kacper Żuk

## Punti e montepremi
| Torneo    | Torneo              | V      | F     | SF    | QF    | 2T    | 1T  | Q | Q2  | Q1  |
| Singolare | Punti               | 100    | 60    | 35    | 18    | 8     | 0   | 5 | 1   | 0   |
| Singolare | Premi in denaro (€) | 12 250 | 7 200 | 4 260 | 2 480 | 1 460 | 885 | – | 440 | 220 |
| Doppio    | Punti               | 100    | 60    | 35    | 18    | –     | 0   | – | –   | –   |
| Doppio    | Premi in denaro (€) | 5 250  | 3 100 | 1 840 | 1 090 | –     | 610 | – | –   | –   |

## Campioni

### Singolare
Sebastian Korda ha sconfitto in finale  Filip Horanský con il punteggio di 6-1, 6-1.

### Doppio
Grégoire Barrère /  Albano Olivetti hanno sconfitto in finale  James Cerretani /  Marc-Andrea Hüsler con il punteggio di 5-7, 7–6(7), [10-8].